# Plandi (Purwodadi)
Plandi is een bestuurslaag in het regentschap Purworejo van de provincie Midden-Java, Indonesië. Plandi telt 666 inwoners (volkstelling 2010).